# Волкова, Нора Долорес
Нора Долорес Волкова (англ. Nora Dolores Volkow; род. 27 марта 1956) — американский психиатр, специалист в области нейровизуализации, директор Национального института по изучению злоупотребления наркотиками США (англ. National Institute on Drug Abuse) в составе Национальных институтов здравоохранения США; правнучка Льва Троцкого, внучка Зинаиды Волковой. Доктор медицины.
По выражению журналистки из газеты The New York Times Абигайль Зугер, Нора — настоящий генерал в войне против наркотиков.

## Биография
Родилась 27 марта 1956 года в Мехико в том же самом доме, где был убит её прадед Лев Троцкий.
Отец — мексиканский химик Всеволод Платонович Волков (Эстебан Волков Бронштейн; англ. Esteban Volkov Bronstein).
Окончила Современную американскую школу, затем получила медицинскую степень в Национальном университете Мексики.
Нора выбрала карьеру в области исследования мозга. Прежде чем стать директором NIDA, она провела ряд исследований в Брукхейвенской Национальной Лаборатории.
В 2007 году Нора Волкова вошла в рейтинг еженедельника Time «100 мужчин и женщин, чья сила, талант и нравственный пример изменили мир».
- Bard Lecture, Университет Джонса Хопкинса (2015)

В 2003 году посетила Россию[значимость факта?].

## Исследования
Визуализация работы мозга пациентов с различными видами зависимостей, проводимая Норой Волковой, существенно прояснила механизмы появления непреодолимой тяги к наркотикам. Результаты исследований показали, что основными причинами срывов после лечения являются патологические изменения в структуре мозга, а не слабость характера или недостаточная мотивация пациента.
Нарушения в коре головного мозга являются причинами сильного желания наркомана получить очередную дозу, несмотря на то, что это противоречит здравому смыслу или его воле. Основные области, на которые приходятся повреждения, это глазнично-лобная кора головного мозга, участвующая в познавательных процессах для выработки решения, и передняя поясная кора, управляющая целеустремлённостью и выбором плана действий. Эти области стимулируются дофамином.
Устойчивый приток дофамина, являющийся одним из химических факторов внутреннего подкрепления, фокусирует наркомана на необходимости получения очередной дозы наркотика, физически закрепляя мотивацию к его получению, даже если сама субстанция уже не приносит физического удовольствия.